# Католическая партия (Бельгия)
Католи́ческая па́ртия (фр. Parti catholique, нидерл. Katholieke Partij) — католическая политическая партия в Бельгии, основанная в 1869 году под названием Конфессиональная католическая партия (нидерл. Katholieke Partij).

## История
Сложилась в 1820-х гг. на основе католических патриотических организаций, выступавших за отделение бельгийских провинций от Нидерландского королевства. Представляла интересы дворянства и духовенства, опиралась также на сельское население. Принимала активное участие в Бельгийской революции 1830 г.. Во время т. н. периода унионизма (1828—1847) входила в состав коалиционных правительств вместе с либералами.
По итогам конгрессов 1863, 1864 и 1867 гг. в Мехелене католические организации Бельгии в 1868 г. объединились в Федерацию католических кружков, ассоциаций и рабочих ассоциаций консерваторов (Fédération des Cercles catholiques et des Associations conservatrices).
Параллельно в 1864 г. была создана неполитическая организация — Католический союз Бельгии, целью которого являлась защита интересов и свобод католических верующих.
До 1869 года католики в парламенте, состоявшем из Сената и Палаты представителей, не создавали партийной фракции в строгом смысле. Они часто чередовались с Либеральной партией, основанной в 1846 году. Когда их пути окончательно разошлись, Католическая партия критиковала либералов с правоконсервативных и клерикальных позиций, включая вопрос о влиянии церкви на образование. Также она поддерживала требования фламандцев об уравнении в правах с валлонами.
Усиление реакции в Бельгии после поражения Парижской коммуны 1871 г. способствовало укреплению влияния католиков, их победе на выборах и, как следствие, формированию правительства. В роли правящей до 1878 года партии ей удалось добиться принятия закона о расширении контролируемого церковью «нейтрального» образования, на основании которого в Бельгии была создана разветвленная система католических школ (на 1881 в этих школах обучалось свыше 60 % учащихся). «Школьная война» между католиками и либералами продолжилась в 1879—1884 годах.
При председателе Шарле Вёсте в 1884 году католическая партия получила абсолютное большинство в парламенте и без перерыва оставалась у власти до 1918 года. Являясь в 1884—1918 гг. правящей партией Бельгии, Католическая партия добилась принятия нового закона о начальном образовании, восстановившего обязательный школьный курс религии. С целью усиления влияния на рабочие массы в 1891 г. были организованы христианские профсоюзы — т. н. Бельгийская демократическая лига. В 1885 г. при поддержке католиков бельгийский парламент одобрил провозглашение короля Леопольда II сувереном Независимого государства Конго.
На рубеже XIX—XX веков КПБ противостояла либералам и социалистам (Бельгийской рабочей партии), препятствуя их усилиям пл принятию трудового законодательства, ликвидации антидемократической цензовой избирательной системы, введению всеобщего избирательного права и всеобщей воинской повинности. При этом благодаря католическому председателю правительства Огюсту Бернарту было положено начало социальным реформам по улучшению условий труда рабочих (1886), введён минимум заработной платы (1889), вотирован бюджет на строительство новых оборонных укреплений вокруг Льежа и Намюра. Под давлением демократических сил Католическая партия наконец согласилась и на принятие закона о плюральном вотуме после всеобщей забастовки в поддержку всеобщего избирательного права 1893 года. На фоне нарастания международной напряжённости премьер-министр от католиков Шарль де Броквиль занялся реорганизацией армии.
После Первой мировой войны позиции Католической партии ослабли, на парламентских выборах 1919 года католики потеряли большинство в Палате представителей (73 мандата из 185 по сравнению со 112 в 1898). В 1921 году партия была преобразована в Католический союз (Katholieke Unie или Union catholique) рабочих, граждан, мелких предпринимателей и фермеров, куда вошли примыкавшие к партии массовые организации: Федерация католических обществ и ассоциаций, Национальная лига христианских трудящихся, Буренбонд и другие.
После смерти Шарля Вёсте в 1922 году партия в межвоенный период всё больше теряла свое значение, хотя и оставалась ведущей консервативной силой страны и входила в состав всех коалиционных правительств с 1919 по 1940 год, блокируясь с либералами и/или социалистами. А после чувствительного поражения на парламентских выборах 1936 года она была переименована в Католический блок (Katholieke Blok или Bloc catholique), разделённый по лингвистическому принципу на валлонскую Социальную католическую партию и фламандскую Народную католическую партию, которая стремилась к сближению с правоэкстремистским фашистским Фламандским национальным союзом (Vlaams Nationaal Verbond, VNV). Однако это встретило сопротивление со стороны фламандских политиков, а также Всеобщей христианской конфедерации рабочих (ACW) и Союза фермеров.
После захвата страны гитлеровцами в 1940 году Католический блок, как и остальные политические партии Бельгии, был запрещён оккупационными властями. После окончания Второй мировой войны в 1945 году на базе прежней силы была сформирована Социально-христианская партия Бельгии. В 1968 году, после кризиса, вызванного разделом Лёвенского (Лувенского) университета на фламандский и валлонский университеты, партия раскололась по лингвистическому признаку на Христианскую народную партию во Фландрии (ныне — партия Христианские демократы и фламандцы) и Социально-христианскую партию в Валлонии (ныне — партия Гуманистический демократический центр).

## Известные члены Католической партии
- Огюст Беернарт — премьер-министр Бельгии (1884—1894). Нобелевской премии мира 1909 года.
- Жюль де Бюрле — премьер-министр Бельгии (1894—1896).
- Поль де Смет де Нейер — премьер-министр Бельгии (1896—1899 и 1899—1907).
- Жюль Ванденперебом — премьер-министр Бельгии (1899).
- Жюль де Троз — премьер-министр Бельгии (1907).
- Франсуа Схолларт — премьер-министр Бельгии (1909—1911).
- Шарль де Броквиль — премьер-министр Бельгии (1911—1918 и 1932—1934).
- Жерар Кореман — премьер-министр Бельгии (1918)
- Генрих Байльс — губернатор Западной Фландрии.
- Юбер Пьерло — премьер-министр Бельгии (1939—1945).
- Феликс де Мюленаре — премьер-министр Бельгии (1831—1832).
- Бартелеми де Тё де Мейландт — премьер-министр Бельгии (1834—1840).
- Анри Картон де Виар — премьер-министр Бельгии (1920—1921).
- Жюль Ренкен — премьер-министр Бельгии (1831—1832).
- Альберт Ниссен – политический и государственный деятель.